# Hoogstede
Hoogstede – miejscowość i gmina w Niemczech, w kraju związkowym Dolna Saksonia, w powiecie Grafschaft Bentheim, wchodzi w skład gminy zbiorowej Emlichheim.